# جورج كير (لاعب كرة قدم أمريكية)
جورج كير (بالإنجليزية: George Kerr)‏ هو لاعب كرة قدم أمريكية أمريكي، ولد في 10 نوفمبر 1894، وتوفي في 1 ديسمبر 1980.

## وصلات خارجية
- جورج كير على موقع مرجع كرة القدم المحترفة.كوم (الإنجليزية)